# Limnophila stuckenbergiana
Limnophila stuckenbergiana är en tvåvingeart som beskrevs av Alexander 1965. Limnophila stuckenbergiana ingår i släktet Limnophila och familjen småharkrankar.
Artens utbredningsområde är Madagaskar. Inga underarter finns listade i Catalogue of Life.